# IC 1574
IC 1574 ist eine irreguläre Galaxie vom Hubble-Typ IB(n)m im Sternbild Walfisch am Südsternhimmel und Mitglied der Sculptor-Gruppe. Sie ist rund 17 Millionen Lichtjahre von der Milchstraße entfernt und hat einen Durchmesser von etwa 9.000 Lichtjahren.
Entdeckt wurde das Objekt am 3. November 1898 von DeLisle Stewart.